# Exocentrus nitens
Exocentrus nitens är en skalbaggsart som beskrevs av Jordan 1903. Exocentrus nitens ingår i släktet Exocentrus och familjen långhorningar.
Artens utbredningsområde är Nigeria. Inga underarter finns listade i Catalogue of Life.